# Magyari András (történész)
Magyari András (Gyergyóalfalu, 1927. november 17. – Kolozsvár, 2006. június 14.) romániai magyar történész, egyetemi oktató.

## Életútja, munkássága
Középiskolát Gyergyószentmiklóson végezte el 1948-ban, a Bolyai Tudományegyetemen történelem szakos tanári diplomát szerzett 1952-ben. Pályáját a nagyenyedi történelmi múzeumban kezdte (1952–53), majd a Bolyai Tudományegyetemen az egyetemes történeti tanszékre került. Az egyetemek egyesítése után tanársegéd lett (1959–67), majd adjunktus (1968–77), a történelemtudomány doktora (1973), docens (1978–89), a Babeș-Bolyai Egyetem professzora. A Történészek és Filológusok Egyesülete Kolozs megyei szervezetének alelnöke volt 1980–88-ban, 1990-ben a Babeș-Bolyai Egyetem prorektora lett.
Székely földműves szülők gyermekeként megőrizte érdeklődését a parasztság sorsa iránt a tudományos pályán is. Kutatási területe Erdély 17–18. századi története, különös tekintettel a Habsburg-uralom kiterjesztésének és megszilárdításának körülményeire és következményeire. Vizsgálta a felvilágosult abszolutizmus erdélyi kérdéseit és a parasztmegmozdulásokat. Szakfolyóiratokban mintegy száz közleménye jelent meg, így a Studia Universitatis Babeș-Bolyai, Series Historica tanulmányát közli a máramarosi parasztság Habsburg-ellenes és antifeudális harcáról (1961), a Răscoala lui Horea című gyűjteményes kötetben a Horea-felkelés nyomán kibontakozott mezőségi parasztmegmozdulásokat mutatja be román nyelven (1984), s ugyancsak a Babeș-Bolyai Egyetem folyóiratában ismerteti a francia forradalom erdélyi visszhangját francia nyelven (1989).
Közreműködött a Történeti kronológia két kötetének összeállításában (1976), tanulmányaival szerepel a Tanulmányok a romániai együttlakó nemzetiségek történetéből (1976) és a Székely felkelés 1595–1596 című kötetben (1979). A Rákóczi-tanulmányok (Bp. 1980) című gyűjteményben A Rákóczi-szabadságharc társadalmi feltételeinek kialakulása Erdélyben írásával vesz részt.
Sanyarú világ c. alatt közzétette, bevezetéssel és jegyzetekkel ellátva a kurucok elől Nagyszebenbe menekült, Habsburg-párti Wesselényi István 1703–1705-ös kéziratos naplóját (1983) és Demény Lajossal együtt e napló 2. kötetét (1985).
Önálló kötete A Horea vezette 1784. évi parasztfelkelés a források tükrében című 1984-ben kiadott dokumentum-összeállítás.
2006-ban halt meg, szülőfalujában, Gyergyóalfaluban helyezték örök nyugalomra.